# Schizodon vittatus
Schizodon vittatus är en fiskart som först beskrevs av Valenciennes, 1850.  Schizodon vittatus ingår i släktet Schizodon och familjen Anostomidae. Inga underarter finns listade i Catalogue of Life.